# Casa de Évreux
A Casa de Évreux era uma família nobre francesa, um ramo cadete da dinastia capetiana, que floresceu do começo do século XIV até meados do século XV. Um ramo dela veio a governar o Reino de Navarra.
A casa foi fundada por Luís Capeto, conde de Évreux. Ele foi o terceiro filho de Filipe III da França com sua segunda consorte, Maria de Brabante. Ele casou com Margarida de Artois, que lhe deu dois filhos, Carlos de Évreux, que continuou a linhagem principal da família, e Filipe de Évreux, que casou com Joana II de Navarra, tornando-se Filipe III de Navarra, e fundando o ramo navarro da Casa de Évreux.
A linhagem principal desapareceu em 1400 — os filhos de Carlos de Évreux não tiveram descendentes. O ramo navarro continuou até 1425, extinguindo-se a linhagem masculina com a morte de Carlos III de Navarra, cujos filhos varões morreram antes dele e sem deixar descendentes. Navarra então passou para Branca, a herdeira de Carlos, morta em 1441, findando completamente a Casa de Évreux.

## Membros notáveis da Casa de Évreux
- Joana de Évreux, a terceira consorte de Carlos IV da França, o último rei francês da dinastia capetiana;
- Filipe III de Navarra;
- Branca de Évreux, segunda consorte de Filipe VI da França;
- Carlos II de Navarra;
- Joana de Navarra, consorte de Henrique IV da Inglaterra;[1][2][3]
- Carlos III de Navarra;
- Branca I de Navarra.